# Versicherungstechnische Rückstellung
Versicherungstechnische Rückstellungen weisen in der Bilanz von Versicherern deren Verpflichtungen aus Versicherungsverträgen entsprechend der handelsrechtlichen Bewertung aus. Sie müssen im Jahresabschluss auch insoweit gebildet werden, wie dies zur Sicherstellung der dauernden Erfüllbarkeit der Verpflichtungen aus den Versicherungsverträgen erforderlich ist. Aufgrund dieser Rückstellungen bestimmt sich aufsichtsrechtlich, in welchem Umfang Kapitalanlagen zur Sicherung der Ansprüche der Versicherungsnehmer im Insolvenzfall gehalten werden müssen (Sicherungsvermögen) und die Eigenmittel, die der Versicherer haben muss. Im Konzernabschluss können sich die Rückstellungen nach anderen Grundsätzen, insbesondere bei Anwendung von IFRS nach diesen bestimmen.
Aus bilanztheoretischer Sicht umfassen die versicherungstechnischen Rückstellungen dabei nicht nur Rückstellungen im engeren Sinne, sondern auch Rechnungsabgrenzungsposten und Verbindlichkeiten gegenüber den Versicherungsnehmern. Versicherungstechnische Rückstellungen bilden bei Versicherern den überwiegenden Teil der Passivseite der Bilanz.

## Allgemeines

### Gesetzliche Regelungen
Das Handelsgesetzbuch (HGB) regelt den Ansatz, die Bewertung und den Ausweis der versicherungstechnischen Rückstellungen zusätzlich zu den allgemein geltenden Vorschriften in den § 341e bis § 341h HGB. Ergänzende Regelungen finden sich in der Versicherungsunternehmens-Rechnungslegungsverordnung (RechVersV) in den § 24 bis § 32.
Darüber hinaus sind nach § 341e HGB auch die im Interesse der Versicherungsnehmer erlassenen aufsichtsrechtlichen Vorschriften zur Wahl der Rechnungsgrundlagen bei der Bewertung zu beachten. Die in der Rückstellung für Beitragsrückerstattung abzubildenden Verpflichtungen aus der Überschussbeteiligung richten sich nach den diesbezüglichen vertraglichen Verpflichtungen.
Im Konzernabschluss sind ggf. die Vorschriften der IFRS zu berücksichtigen.

### Ansatz und Bewertung
Für die versicherungstechnischen Rückstellungen gelten die allgemeinen Ansatz- und Bewertungsvorschriften (§ 246 bis § 256 HGB). Zu den zu beachtenden Bewertungsvorschriften gehören insbesondere das Einzelbewertungsgebot, das Vorsichtsprinzip, das Imparitätsprinzip, das Realisationsprinzip und das Stetigkeitsgebot. Nach der Generalnorm in § 341e Abs. 1 HGB sind versicherungstechnische Rückstellungen „auch insoweit zu bilden, wie dies nach vernünftiger kaufmännischer Beurteilung notwendig ist, um die dauerhafte Erfüllbarkeit der Verpflichtungen aus den Versicherungsverträgen sicherzustellen“. Weiter sind die aufsichtsrechtlichen Regelungen über die zu verwendenden Rechnungsgrundlagen und zur Überschussbeteiligung der Versicherungsnehmer zu beachten.
Es gilt der Grundsatz der Einzelbewertung. Wenn diese nicht möglich ist oder einen unverhältnismäßigen Aufwand darstellt, können die versicherungstechnischen Rückstellungen mit einem Näherungsverfahren geschätzt werden. So ist z. B. bei der (Teil-)Rückstellung für unbekannte Spätschäden naturgemäß nur eine Schätzung auf kollektiver Basis möglich.

### Ausweis
Die versicherungstechnischen Rückstellungen werden nach dem Bilanzgliederungsschema in Formblatt 1 der Versicherungsunternehmens-Rechnungslegungsverordnung (RechVersV) in zwei Passivposten ausgewiesen:
Rückstellungen für die Verpflichtungen aus fonds- und indexgebundenen Lebensversicherungen sowie von Tontinen sind unter dem Passivposten F. Versicherungstechnische Rückstellungen im Bereich der Lebensversicherung, soweit das Anlagerisiko von den Versicherungsnehmern getragen wird auszuweisen. Ihm steht auf der Aktivseite der Posten D. Kapitalanlagen für Rechnung und Risiko von Inhabern von Lebensversicherungspolicen gegenüber, der zugleich den Wert der Rückstellungen bestimmt, so dass beide Posten den gleichen Wert haben.
Im Übrigen erfolgt die Bilanzierung im Passivposten E. Versicherungstechnische Rückstellungen.

#### Nettoausweis
Entgegen dem allgemeinen Saldierungsverbot erfolgt die Bilanzierung der versicherungstechnischen Rückstellungen nach dem Nettoprinzip: Vom Betrag der Verpflichtung („Bruttobetrag“) wird der Anteil für das in Rückdeckung gegebene Versicherungsgeschäft, das eigentlich eine Forderung an den Rückversicherer darstellt, in einer Vorspalte offen abgesetzt.
Unter IFRS wird dagegen die Brutto-Rückstellung, die ggf. anders bewertet wird als unter HGB, passiviert. Der Anteil der Rückversicherer wird als Forderung aktiviert.

## Bilanzposten
Nach dem Bilanzgliederungsschema in Formblatt 1 der Versicherungsunternehmens-Rechnungslegungsverordnung (RechVersV) gliedert sich der Passivposten E. Versicherungstechnische Rückstellungen wie folgt:
1. Beitragsüberträge
2. Deckungsrückstellung
3. Rückstellung für noch nicht abgewickelte Versicherungsfälle
4. Rückstellung für erfolgsabhängige und erfolgsunabhängige  Beitragsrückerstattung
5. Schwankungsrückstellung und ähnliche Rückstellungen
6. Sonstige versicherungstechnische Rückstellungen

Der Passivposten F. Versicherungstechnische Rückstellungen im Bereich der Lebensversicherung, soweit das Anlagerisiko von den Versicherungsnehmern getragen wird gliedert sich wie folgt:
1. Deckungsrückstellung
2. Übrige versicherungstechnische Rückstellungen

Versicherungstechnische Rückstellungen sind von den Versicherern auch zu bilden, um die dauerhafte Erfüllbarkeit der Verpflichtungen aus den Versicherungsverträgen zu gewährleisten.
Sie bewerten die Verpflichtung zur Erbringung der künftigen Versicherungsleistungen einschließlich der Überschussbeteiligung. Darüber hinaus beinhalten sie Beträge zur Deckung der Aufwendungen für den Versicherungsbetrieb, z. B. für die Verwaltung der Versicherungsverträge. Zukünftige diese Verpflichtungen deckende Erträge aus Beiträgen aber auch aus anderen Quellen, insbesondere Kapitalerträgen dürfen dabei abgesetzt werden. Letzteres wird durch die Diskontierung gewährleistet.

### Passiva E.

#### Beitragsüberträge
Beitragsüberträge werden für den Teil der Beiträge gebildet, der im Bilanzjahr gebucht wurde, aber Ertrag für Aufwendungen (Versicherungsleistungen, Verwaltungsaufwand) der Folgejahre darstellt bzw. auf Grund der Interpolation noch nicht in der Deckungsrückstellung berücksichtigt ist.
Aus bilanztheoretischer Sicht sind die Beitragsüberträge passive Rechnungsabgrenzungsposten.

#### Deckungsrückstellung
Deckungsrückstellungen sind für künftige Versicherungsleistungen insbesondere in der Lebens- und der Krankenversicherung zu bilden. In diesen Sparten ist die Deckungsrückstellung der wichtigste Passivposten.
In der Lebensversicherung stellt sie vorrangig den Wert der Ablaufleistungen und Rentenzahlungen dar. In der privaten Krankenversicherung dient die Deckungsrückstellung, dort als Alterungsrückstellung bezeichnet, im Wesentlichen dem Ausgleich der mit dem Alter steigenden Krankheitskosten. Renten-Deckungsrückstellungen für Haftpflicht- und Unfallrenten werden in der Schadenrückstellung ausgewiesen.
Die Berechnung der Deckungsrückstellung erfolgt nach versicherungsmathematischen Grundsätzen als Differenz aus dem (versicherungsmathematischen) Barwert künftiger Verpflichtungen und dem Barwert künftiger Beiträge. Für ihre Bewertung, insbesondere die Wahl der Rechnungsgrundlagen bestehen besondere Vorschriften.

#### Schadenrückstellung
Die Rückstellung für noch nicht abgewickelte Versicherungsfälle wird für bekannte und unbekannte bereits eingetretene Versicherungsfälle gebildet, die noch nicht (vollständig) reguliert sind. In der Lebensversicherung werden auch die noch nicht abgewickelten Rückkäufe hier ausgewiesen. In der Schaden- und Unfallversicherung bildet die Schadenrückstellung den wichtigsten Passivposten. Prinzipiell sind die Schadenrückstellungen dem Grunde und der Höhe nach für den einzelnen Versicherungsfall zu bilden, es gilt der Grundsatz der Einzelbewertung. Dies führt dazu, dass für jeden Versicherungsfall eine selbstständige, vorsichtige Rückstellungsbemessung vorzunehmen ist und somit ein Ausgleichseffekt zwischen den einzelnen Versicherungsfällen ausgeschlossen wird.
Der Wertansatz ist generell der mutmaßliche Erfüllungsbetrag. Eine Abzinsung ist lediglich bei Renten-Deckungsrückstellungen zulässig, in der Steuerbilanz hingegen generell gefordert.
Forderungen aus Regressen, Provenues und Teilungsabkommen sind vom Rückstellungsbetrag abzusetzen. Dies erfolgt deswegen, weil hier Rückgriffe auf Dritte (Regress) oder Ansprüche auf ein versichertes Objekt bestehen (Provenues) oder mehrere Versicherer haften (Teilungsabkommen).

#### Rückstellung für unbekannte Spätschäden
Es werden weiter Rückstellungen für unbekannte Spätschäden (IBNR = incurred but not reported) gebildet. Dies sind Schäden, die bereits entstanden, dem Versicherer aber noch nicht gemeldet worden sind. Mit den IBNR-Schäden korrespondieren die IBNER-Schäden. Dieses Kürzel steht für incurred but not enough reserved und meint damit Schäden, die bereits eingetreten und bekannt sind, für die aber nicht ausreichend Schadenrückstellungen gebildet wurden. Dabei werden die bisherigen Erfahrungen bezüglich der Anzahl und der Höhe der Spätschäden berücksichtigt.
Ebenso ist eine Teilrückstellung für Regulierungskosten zu bilden.

#### Rückstellung für Beitragsrückerstattung
Die Rückstellung für Beitragsrückerstattung (RfB) stellt die derzeitige Verpflichtung zur Überschussbeteiligung der Versicherungsnehmer dar. Sie ist insbesondere in der Lebens- und Krankenversicherung von Bedeutung. Indem erwirtschaftete Überschüsse in der RfB „geparkt“ werden, ist die Ausschüttung von Überschüssen an die Versicherungsnehmer vom Aufwand des Versicherers für Zwecke der Überschussbeteiligung zeitlich entkoppelt. Daneben gibt es auch Überschüsse, die den Versicherten unmittelbar zu Lasten des Geschäftsjahres gutgebracht werden (Direktgutschrift). Die (Mindest-)Zuweisung zur RfB erfolgt nach aufsichtsrechtlichen Vorschriften (Versicherungsaufsichtsgesetz VAG, Lebensversicherung: Mindestzuführungsverordnung, Krankenversicherung: Überschussverordnung). In besonderen Fällen, insbesondere im Konzernabschluss, kann die anzusetzende RfB auch über der vertraglichen Grundlagen zu bildenden RfB liegen („latente RfB“).

#### Schwankungsrückstellung und ähnliche Rückstellungen
Die Schwankungsrückstellung dient dem Risikoausgleich in der Zeit. Sie ist insbesondere in Sparten mit sehr unterschiedlichem Schadenanfall in den einzelnen Jahren von Bedeutung. Die Methode zur Berechnung der Schwankungsrückstellung ist in der Anlage zur RechVersV festgelegt.
Da dieser Posten rein auf Nettobasis ermittelt wird, wird er in der Bilanz nur mit einer Zahl ausgewiesen. Eine Unterteilung in Bruttobetrag und den abzusetzenden Anteil der Rückversicherer entfällt.
Für Risiken, die bereits im einzelnen Versicherungsfall hohe Schäden abdecken, sind unter der Schwankungsrückstellung „ähnliche Rückstellungen“ zu bilden. Das Risiko kann also im Schadensfall nicht mit dem Versicherungsbeitrag eines einzelnen Jahres abgedeckt werden; der Ausgleich kann nur in einem unbestimmten Zeitraum erfolgen.
Nach § 30 RechVersV sind als der Schwankungsrückstellung ähnliche Rückstellungen zu bilden:
- Pharmarückstellung,
- Atomanlagenrückstellung,
- Terrorrisikenrückstellung.

Diese Aufstellung ist nicht als abschließend zu betrachten. Ebenso ist für andere Großrisiken (z. B. Erdbeben) hier eine Rückstellung zu bilden.

#### Sonstige versicherungstechnische Rückstellungen
Zu den sonstigen versicherungstechnische Rückstellungen gehören insbesondere die Stornorückstellungen zu Forderungen aus dem Versicherungsgeschäft und die Rückstellung für drohende Verluste aus dem Versicherungsgeschäft.
Schaden- und Unfallversicherer sowie Rückversicherungen weisen nach § 31 Abs. 2 RechVersV hier auch die Rückstellungen
- für die Verpflichtungen aus den Mitgliedschaften zur Solidarhilfe e. V. und zur Verkehrsopferhilfe e. V.,
- für unverbrauchte Beiträge aus ruhenden Kraftfahrt- und Fahrzeugrechtsschutzversicherungen sowie
- für erfolgsunabhängige Beitragsrückerstattung, „soweit sie vorsorglich bei einem mehrjährigen Beobachtungszeitraum vor Ablauf dieses Zeitraums gebildet wird“

aus.

### Passiva F.
Unter diesem Posten werden Rückstellungen für die Verpflichtungen aus fonds- und indexgebundenen Lebensversicherungen sowie von Tontinen ausgewiesen.

#### Deckungsrückstellung
Die Deckungsrückstellung in der fondsgebundenen Lebensversicherung stimmt in der Höhe mit dem Zeitwert der sie bedeckenden Kapitalanlagen (Fondsanteile) überein.

#### Übrige versicherungstechnische Rückstellungen
Hierzu gehört insbesondere eine Überschussbeteiligung, die in Fondsanteilen angelegt ist. Ebenso ist eine Schadenrückstellung, die in Fondsanteilen geschuldet wird, hier zu erfassen.